# 三国殺
三国殺（さんごくさつ、Legends of the Three Kingdoms、LTK）は、中国のYoka Games（游卡桌游）社が開発したテーブルカードゲームである。2008年1月1日に発売された。日本語版は株式会社ミントより2018年5月1日に正式発売された。

## 原型
三国殺はイタリアのカードゲーム『バング！（Bang!）』を改良し、三国時代をテーマにしたゲームである。

## モード

### 標準モード
| プレイヤー数 | 主公 | 忠臣 | 反賊 | 內奸 |
| ------------ | ---- | ---- | ---- | ---- |
| 2            | 1    | 0    | 0    | 1    |
| 3            | 1    | 0    | 1    | 1    |
| 4            | 1    | 1    | 1    | 1    |
| 5            | 1    | 1    | 2    | 1    |
| 6            | 1    | 1    | 3    | 1    |
| 6            | 1    | 1    | 2    | 2    |
| 7            | 1    | 2    | 3    | 1    |
| 8            | 1    | 2    | 4    | 1    |
| 8            | 1    | 2    | 3    | 2    |
| 9            | 1    | 3    | 4    | 1    |
| 10           | 1    | 3    | 4    | 2    |

ゲーム開始の時、プレイヤーは身分札を取る。プレイヤー数が四人以上になると「主公」、「忠臣」、「反賊」、「內奸」が全て登場する。
「主公」札を取ったプレイヤーは必ず身分を公開する。他のプレイヤーは身分を公開しない。
「反賊」を殺したプレイヤーは山札から三枚ドローできる（他の「反賊」を殺した「反賊」もできる）。
「主公」が「忠臣」を殺した場合、「主公」の手札と装備されたカードは全て捨てられる。
勝利条件は、
主公自分が生き残る。または、自分と「忠臣」以外のプレイヤーが全て死亡する。
忠臣「主公」が生き残る。または、自分と「主公」以外のプレイヤーが全て死亡する。
反賊「主公」が死ぬ。「主公」と「内奸」（生き残っている「内奸」数は1人）、この2人だけ残った後、「主公」が死亡した場合を除く。
内奸「忠臣」、「反賊」と自分以外の「内奸」が全て死亡した後「主公」が死亡する。

### 他のモード

#### 3V3モード
3V3モードは、標準モードから派生する6人参加のモードである。全てのプレーヤーの身分が明かされる。2チームで争う。勝利条件は、敵の主公を殺すことである。

#### 1V1モード
1V1モードは、標準モードから派生する2人参加のモードである。勝利条件は、敵を殺すことである。

#### 虎牢関（1V3）モード
「三英対呂布」戦を再現したモード。1人のプレーヤーが呂布（最強の神話／怒る戦神）で、他の3人が組むチームと戦う事となる。このモードではチーム側のキャラのライフが尽きる場合は死亡せず、撤退扱いとする。その場合、ターンが回る度にライフを1つずつ回復していき、満タンの場合、代わりにカードを1枚ずつドローする。撤退したキャラは6ターン後、戦線復帰となる（戦線復帰したターンは主動行動不可能）。
第一段階：最強の神話建
行動順は呂布→先鋒→呂布→中堅→呂布→大将→呂布→… となる。
呂布のライフが4以下になる場合、例え瀕死状態になっても、その時の処理を全て中止し、第二段階へ突入する。ただし、神関羽の「武魂」などで呂布を直接死亡させた場合は第二段階に突入せず、ゲーム終了となる。
第二段階：怒る戦神
行動順は呂布→先鋒→中堅→大将→呂布→…となる。

#### 国戦モード
「三国殺・国戦」と呼ばれる。
ゲーム開始の時、プレイヤーは数枚の武将札を取る。毎位のプレイヤーは同じ勢力（「魏」、「蜀」、「呉」、「晉」、「群雄」）の武将札が二枚ずつ選ぶ。一枚は主将、次は副将。そして、武将札を「暗置」（札の後側を上へ置く）する。
「暗置」された武将札は「暗将」と呼ばれる。「暗将」は性別、技能、勢力がない。「明置」（札の正側を上へ置く）された武将札は「明将」と呼ばれる。「明将」がないプレイヤーは無勢力だと考えされる。でも、殺されば必ず勢力を確認する。「明置」された武将札の技能だけ発動できる。
「明将」があるプレイヤーの中に同じ勢力のプレイヤー数はゲームプレイヤー数の一半より同じ或多い時、これからこの勢力の「明将」がないプレイヤーは武将札が「明置」すれば、このプレイヤーは「野心家」になると考えされる。毎位「野心家」のプレイヤーは独立の勢力。
勝利条件は、他の勢力（自分以外の「野心家」含む）のプレイヤーが全部死ぬことである。

## 基本ルール

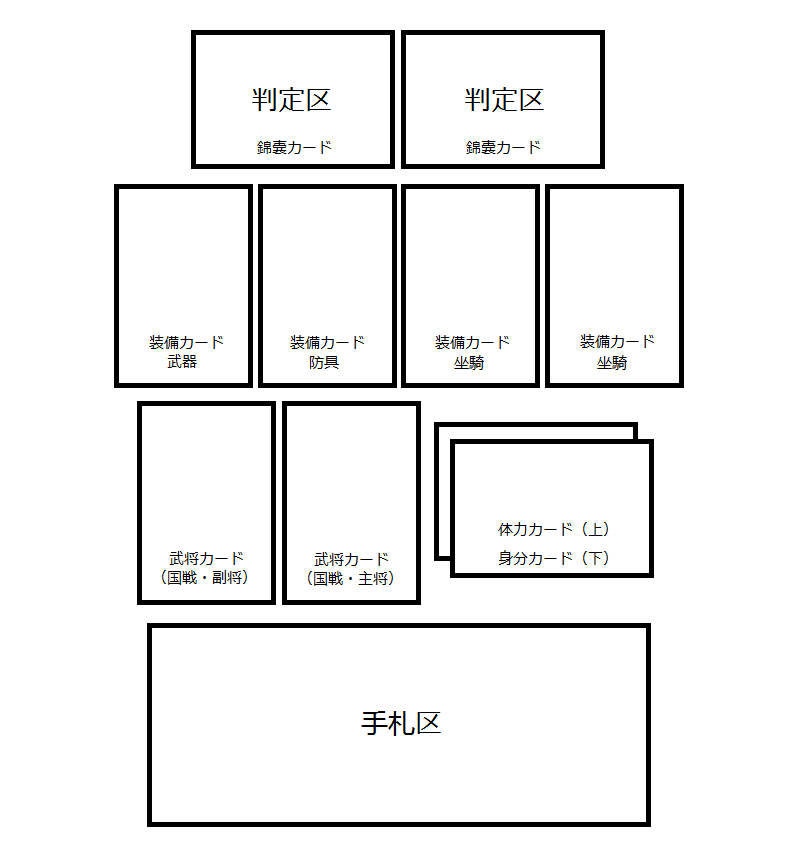
三国殺プレイヤー個人札の置き方

### 距離
隣のプレイヤーに「プレイヤー距離」は壱、次のプレイヤーには弐、その道理である。
「殺」は「攻撃範囲」以内のプレイヤーに使える。「武器」を装備すれば、「攻撃範囲」を変わる可能性がある。
「坐騎」を装備すれば、「進攻距離」或は「防御距離」が変わる。「坐騎」を装備ない時、「進攻距離」と「防御距離」は「プレイヤー距離」と同じである。

### フェイズ（段階）
各プレイヤーの1ターンにフェイズが6つある。

#### スタート・フェイズ（開始段階）
一部の武将技能はこの時発動できる。例えば、「諸葛亮（遅暮的丞相）」の「観星」や「甄姬」の「洛神」など。

#### ジャッジ・フェイズ（判定段階）
プレイヤーの前に「延時類錦嚢」があれば、このとき判定される。

#### ドロー・フェイズ（札引き段階）
プレイヤーは山札から一番上の札2枚をドローする。一部の武将技能はこの時発動できる。例えば、「周瑜」の「英姿」や「張遼」の「突襲」など。「兵糧寸断」を受けている場合、判定フェイズで「クラブ」が判定されれば、ドローフェイズを行える。

#### プレイ・フェイズ（札出し段階）
自分の手札をプレイできる。「殺」は一度しか出せない（一部の武将技能と装備以外）。同じプレイヤーの前に同名の「延時類錦嚢」は二枚置くことができない。
- プレイされたカードの効果を行う。そして、カードを場札に置く（一部のカード以外）。

一部の武将技能はこの時発動できる。例えば、「華佗」の「青嚢」や「甘寧」の「奇襲」など。
「楽不思蜀」が置かれている場合、判定フェイズで「ハート」が判定されれば、カードをプレイできる。

#### ドロップ・フェイズ（札捨て段階）
手札数が体力值より多い場合、手札数と体力値が同じになるようカードを棄てなければならない。手札数が体力值より少い場合、手札を棄てることはできない。
一部の武将技能はこの時発動できる。例えば、「張昭&張紘」の「固政」や「（神）周瑜」の「琴音」など。

#### エンド・フェイズ（終了段階）
一部の武将技能はこの時発動する。例えば、「貂蟬」の「閉月」や「曹仁」の「據守」など。

### 技能
自行発動の技能以外、以下の技能種類がある。
主公技（しゅこうわざ）
プレイヤーは「主公」になる場合にのみ発動・適用できる。
鎖定技（さていわざ）
強制的に発動される技能。
限定技（げんていわざ）
ゲーム中に1度しか発動できない技能。
覚醒技（かくせいわざ）
鎖定技と限定技の結合である。条件を満たす場合、指定されたタイミングで強制的に発動される。
プレイヤーはある状態を変えて、新しい技能を得る。
この状態は不可逆的である。つまり、覚醒技も一度しか発動できない技能である。
転換技（てんかんわざ）
発動する度に効果が変わる技能。テキストに「陰」と「陽」が書かれていて、初期では「陽」の状態である。
発動すると「陰」になり、再び発動すれば「陽」に戻る。
転換技は今の所、全て1ターンに一度しか発動できないもの、または「陰」と「陽」の効果の発動できるターンが異なるものとなっている。
隠匿技（いんとくわざ）
この類の技を持つ武将はゲーム開始時に武将カードは見させず、体力・技も持たず、性別は「男」として扱う。
ダメージや体力失いによって体力が減る時、又は自分のターンが始まる時、この武将は「登場」し、体力・技・性別は元々のものになり、隠匿時に掛けられた効果はそのまま残る。
主公の場合、その体力上限＋1はここでする。また、隠匿技持ち武将の「登場時」もタイミングの1つとして扱い、「隠匿技」はこのタイミングでのみ発動する。

## 札種類

### 身分カード
- 「主公」：赤色、鉄かぶとの図案をつける。
- 「忠臣」：黄色、花の図案をつける。
- 「反賊」：緑色、焔の図案をつける。
- 「内奸」：青色、目の図案をつける。
- 「野心家」（国戦）：紫色、目と煙の図案をつける。
- 「明忠」（忠肝義膽モード）：黄色と赤色、花の図案をつける。
- 「主帥」（3V3モード）：赤色、暖かい色の主帥だ。
- 「主帥」（3V3モード）：青色、クールな色の主帥だ。
- 「前鋒」（3V3モード）：黄色、暖かい色の前鋒だ。
- 「前鋒」（3V3モード）：緑色、クールな色の前鋒だ。
- 「軍師」（特別な身分モード）：黄色、花の図案をつける。
- 「大將」（特別な身分モード）：黄色、花の図案をつける。
- 「賊首」（特別な身分モード）：緑色、焔の図案をつける。

### 体力カード
体力札は、体力値を表示する札である。2点、3点、4点、5点の体力札がある。

### 武将カード
（太くなった字体なのは主公）

#### 勢力
魏勢力曹操、司馬懿、夏侯惇、張遼、許褚、郭嘉、甄姫、夏侯淵、徐晃、曹仁、典韋、荀彧、曹丕、張郃、鄧艾、曹植、于禁、張春華、楊修、龐徳、関羽、蔡文姫、賈詡、鍾会、曹彰、王異、荀攸、曹洪、曹沖、郭淮、満寵、陳琳、楽進、曹真、曹叡、曹休、陳羣、韓浩&史渙、鍾繇、郭皇后、孫資&劉放、諸葛誕、曹昂、司馬朗、文聘、王基、辛憲英、程昱、李通、王朗、曹純、朱霊、嵆康、姜維、崔琰、牛金、戯志才、劉曄、蒯越&蒯良、郝昭、毌丘倹、曹嬰、曹爽、曹嵩、清河公主、董昭、呂虔、辛毗、蔣幹、杜襲、王双、張昌蒲、魯芝、唐資、田豫、趙儼、鄧忠、李婉、李典、杜畿、文鴦、管輅、杜夔、趙昂、王昶、曹髦、郭照、阮瑀、曹金玉、曹華、張恭、杜夫人、卞喜、曹安民、閻柔、夏侯傑、蔡陽、何晏、夏侯令女、張虎、蔡瑁&張允、尹夫人、呂曠&呂翔、華歆、羊祜、王粲、卞夫人、王凌、蔡貞姬、袁渙、司馬昭、馬鈞、王元姬、羊徽瑜、毛玠、賈逵、司馬師、夏侯尚、張既、蔣済、阮慧、司馬孚、臧覇、曹肇、楊阜、夏侯玄、胡班、周不疑、楽綝、田尚衣、龐会、許攸、文欽、杜預、夏侯楙、孫礼、費曜、桓範、陳泰、牽招、阮籍、周不疑、薜霊蕓、史阿
蜀勢力劉備、関羽、張飛、諸葛亮、趙雲、馬超、黄月英、黄忠、魏延、龐統、臥龍諸葛亮、孟獲、祝融、劉禅、姜維、法正、馬謖、徐庶、孫尚香、関興&張苞、廖化、馬岱、関銀屏、夏侯覇、関平、簡雍、劉封、夏侯氏、呉懿、張松、周倉、劉諶、張嶷、黄皓、李厳、張星彩、馬良、甘夫人、呉莧、関索、馬雲騄、董允、馬忠、趙襄、糜竺、李豊、諸葛果、秦宓、孫乾、王平、厳顔、陳到、諸葛瞻、鮑三娘、臥龍&鳳雛、鄧芝、呂凱、楊儀、伊籍、沙摩柯、花鬘、楊婉、許靖、黄権、霍峻、蒲元、糜芳&傅士仁、王桃、王悅、劉永、宗預、劉巴、陳震、費禕、王甫&趙累、糜夫人、向寵、蔣琬、傅肜、張翼、周群、譙周、甘夫人、趙統&趙広、胡金定、張南、傅僉、諸葛尚、雷銅、呉蘭、呉班、李遺、郤正、孫狼、呂布、郝普、陳式、孟達、甘夫人&糜夫人、彭羕、関寧、劉理、馬怜悧、
呉勢力孫権、甘寧、呂蒙、黄蓋、周瑜、大喬、陸遜、孫尚香、孫堅、小喬、太史慈、周泰、魯粛、孫策、張昭&張紘、凌統、呉国太、徐盛、諸葛瑾、歩練師、程普、韓当、潘璋&馬忠、虞翻、朱然、大喬&小喬、顧雍、朱桓、孫魯班、全琮、朱治、孫休、孫皓、諸葛恪、岑昏、孫登、丁奉、孫魯育、祖茂、歩騭、賀斉、闞沢、徐氏、孫茹、凌操、留賛、薛綜、陸績、孫亮、陸抗、周妃、潘淑、滕芳蘭、孫邵、厳畯、潘濬、范疆&張達、吾彦、蘇飛、周魴、龐統、呂岱、衛温&諸葛直、許貢、張温、趙嫣、滕胤、芮姬、張璇、張媱、滕公主、周夷、陸郁生、馮熙、葛玄、呉範、駱統、全惠解、孫翊、張奮、周処、呉景、橋公、陳武&董襲、文鴦、蔣欽、呂範、孫寒華、濮陽興、孫翎鸞、袁姫、陸凱、
群雄勢力華佗、呂布、貂蝉、袁紹、顔良&文醜、董卓、賈詡、龐徳、張角、于吉、左慈、蔡文姫、陳宮、高順、公孫瓚、袁術、馬超、華雄、劉表、伏皇后、李儒、劉協、霊雎、伏完、蔡夫人、沮授、公孫淵、郭図&逢紀、劉虞、張譲、張宝、潘鳳、何太后、厳白虎、兀突骨、士燮、董白、曹節、張魯、黄月英、王允、蹋頓、蔡邕、禰衡、皇甫嵩、何進、韓遂、麴義、陶謙、張郃、許攸、審配、淳于瓊、劉備、高覧、田豊、荀諶、許攸、盧植、張繡、徹里吉、李粛、徐栄、張琪瑛、袁譚&袁尚、馮方女、王栄、劉弁、唐姫、劉宏、王粲、陳登、馬日磾、李傕、張済、樊稠、郭汜、丁原、黄祖、高幹、梁興、司馬徽、張陵、黄承彦、呂曠&呂翔、曹性、衛茲、張遼、孟獲、曹憲&曹華、劉焉、太史慈、劉繇、張梁、段煨、張横、牛輔、忙牙長、邢道栄、朱儁、許劭、馮方、趙忠、韓馥、丘力居、卑弥呼、張邈、李采薇、董承、胡車兒、鄒氏、呂玲綺、萬年公主、秦宜禄、南華老仙、童淵、張寧、龐德公、張勲、紀霊、管寧、胡昭、郝萌、厳夫人、吉平、樊玉鳳、馮妤、來鶯児、管亥、杜預、羊祜、孔融、劉璋、張仲景、蘇飛、公孫康、閻圃、馬元義、鄭玄、甘寧、徐晃、楊彪、黄忠、趙雲、裴秀、張曼成、楊婉、王濬、馬騰、紀霊、蹇碩、牛輔&董頡、邴原、鮑信、劉赬、于禁、曹操、馬日磾、張芝、劉徽、董頡、董綰、甄宓、段熲、十常侍、呉匡、張楚、董貴人、劉寵&駱俊、盧氏、李白、小約翰可汗、朱鉄雄、公孫範、厳綱、魏延、難升米、劉辟、公孫脩、楊奉、木鹿大王、関羽、玉真子、顔良、文醜、袁譚、郭図、劉磐、小閃、
晋勢力司馬懿、張春華、司馬師、司馬昭、王元姫、夏侯徽、杜預、張虎&楽綝、司馬伷、羊徽瑜、石苞、宣公主、衛瓘、鐘琰、辛敞、賈充、王祥、楊艶、楊芷、周処、羊祜、郭槐、王渾、王衍
神将（神）関羽、（神）呂蒙、（神）周瑜、（神）諸葛亮、（神）曹操、（神）呂布（修羅之道）、（神）趙雲、（神）司馬懿、（神）劉備、（神）陸遜、（神）張遼、（神）甘寧、（神）SP呂布×3（虎牢関）、（神）SP呂布（修羅之道）、（神）典韋、（神）貂蝉、（神）曹丕、（神）甄姫、（神）郭嘉、（神）荀彧、（神）孫策、（神）孫権、（神）馬超、（神）太史慈、(神）張飛、（神）鄧艾、（神）張角、（神）華陀、（神）大喬、（神）小喬、（神）姜維、（神）魯粛、（神）許褚

#### 『桌遊誌』
魏勢力2。曹仁（険不辞難）、夏侯惇（啖睛的蒼狼）
蜀勢力2。 張飛（横矛立馬）、劉備（漢昭烈帝）
呉勢力2。 呂蒙（国士之風）、大喬（韶光易逝）
群雄勢力4。趙雲（白馬先鋒）、貂蝉（暗黒的傀儡師）、龐統（荊楚之高俊）、甘寧（懐鈴的烏羽）

#### 公式・国戦
魏勢力25。曹操、司馬懿、夏侯惇、張遼、許褚、郭嘉、甄姫、夏侯淵、張郃、徐晃、曹仁、典韋、荀彧、曹丕、楽進、鄧艾、曹洪、李典、臧覇、荀攸、卞夫人、崔琰&毛玠、于禁、蒋幹、華歆
蜀勢力23。劉備（亂世的梟雄）、関羽、張飛、諸葛亮（遅暮的丞相）、趙雲、馬超、黄月英、黄忠、魏延、龐統、諸葛亮（臥龍）、劉禅、孟獲、祝融、甘夫人、姜維、蔣琬&費禕、馬岱、糜夫人、馬謖、沙摩柯、王平、法正
呉勢力25。孫権、甘寧、呂蒙、黄蓋、周瑜、大喬、陸遜、孫尚香、孫堅、小喬、太史慈、周泰、魯粛、張昭&張紘、丁奉、SP周瑜、SP小喬、蔣欽、徐盛、孫策、陳武&董襲、呂範、凌統、陸抗、吳國太
群雄勢力24。華佗、呂布、貂蝉、袁紹、顔良&文醜、賈詡、龐徳、張角、蔡文姫、馬騰、孔融、紀霊、田豊、潘鳳、鄒氏、于吉、何太后、董卓、張任、李傕&郭汜、左慈、袁術、張繡、卑弥呼
魏と蜀勢力1。孟達
蜀と呉勢力1。糜芳&傅士仁
魏と呉勢力1。唐咨
蜀と群雄勢力1。劉琦
君主勢力4。劉備（龍橫蜀漢）、張角（時代的先驅）、孫權（爭衡天下）、曹操（鳳舞九霄）

### 遊び札

#### 基本カード
- 「殺」
  - 「火殺」（軍爭篇）
  - 「雷殺」（軍爭篇）
  - 「冰殺」（応変篇）
- 「閃」
- 「桃」
- 「酒」（軍爭篇）
- 「毒」（毒戦モード）
- 「粽」（同舟共済モード）
- 「雄黄酒」（同舟共済モード）

#### 策略カード
「非延時（ノンディレード）類錦嚢」と「延時（ディレード）類錦嚢」に分ける。
非延時類錦嚢「順手牽羊」、「過河拆橋」、「借刀殺人」、「決闘」、「萬箭斉発」、「南蛮入侵」、「桃園結義」、「五穀豊登」、「無中生有」、「無懈可撃」、「火攻」（軍爭篇）、「鉄索連環」（軍爭篇）、「無懈可撃·国」（国戦）、「以逸待労」（国戦）、「知己知彼」（国戦）、「遠交近攻」（国戦）、「挾天子以令諸侯」（国戦-勢備篇）、「火燒連営」（国戦-勢備篇）、「勠力同心」（国戦-勢備篇）、「赦令」（国戦-勢備篇）、「水淹七軍」（国戦-勢備篇/1V1モード）、「聯軍盛宴」（国戦-勢備篇）、「調虎離山」（国戦-勢備篇）、「增兵減灶」（忠膽英傑モード）、「聲東撃西」（忠膽英傑モード）、「棄甲曳兵」（忠膽英傑モード）、「金蝉脱殻」（忠膽英傑モード）、「唯我獨尊」（天降神兵モード）、「同舟共済」（同舟共済モード）、「力爭上游」（同舟共済モード）、「撒豆成兵」（神武再世モード）、「移花接木」（神武再世モード）、「洪荒之力」（神之試煉モード）、「美人計」（王允の専用カード）、「笑裏藏刀」（王允の専用カード）
延時類錦嚢「閃電」、「楽不思蜀」、「兵糧寸断」、「草木皆兵」（忠膽英傑モード）、「浮雷」（忠膽英傑モード）

#### 装備カード
武器カード「諸葛連弩」、「青釭剣」、「雌雄双股剣」、「青龍偃月刀」、「方天画戟」、「貫石斧」、「丈八蛇矛」、「麒麟弓」、「寒氷剣」、「古錠刀」、「朱雀羽扇」、「銀月槍」（推広版/SP）、「呉六剣」（国戦）、「三尖両刃刀」（国戦）、「飛龍奪鳳」（国戦-陣）、「連弩」（3V3モード）、「鬼竜斬月刀」（神武再世モード）、「赤焔鎮魂琴」（神武再世モード）、「修羅煉獄戟」（神武再世モード）、「赤血青鋒」（神武再世モード）、「七宝刀」（忠膽英傑モード）、「衠鋼槊」（忠膽英傑モード）
乗物カード「赤兔」、「紫騂」、「絶影」、「的盧」、「大宛」、「爪黄飛電」、「驊騮」、「驚帆」（国戦-勢備篇）、「絕塵金戈」（神武再世モード）
防具カード「八卦陣」、「仁王盾」、「藤甲」、「白銀獅子」、「明光鎧」（国戦-勢備篇）、「護心鏡」（国戦-勢備篇）、「太平要術」（国戦-勢）、「国風玉袍」（神武再世モード）、「奇門八卦」（神武再世モード）、「爛銀甲」（忠膽英傑モード）

#### 宝物カード
「木牛流馬」、「玉璽」（国戦-勢備篇）、「定瀾夜明珠」（国戦-変）、「虚妄之冕」（神武再世モード）

## 拡張パック

### 標準モード
- 「神話再臨」
  - 「軍爭篇」、「風」、「火」、「林」、「山」、「陰」、「雷」
- 「一将成名2011」
- 「一将成名2012」
- 「一将成名2013」
- 「一将成名2014」
- 「一将成名2015」
- 「オリジナルの魂2016」
- 「オリジナルの魂2017」
- SP、OL限定武将など

### 国戦モード
- 「君臨天下」
  - 「勢備篇」、「陣」、「勢」、「変」、「権」、「不臣篇」